# Józef Wanat (1919–1991)

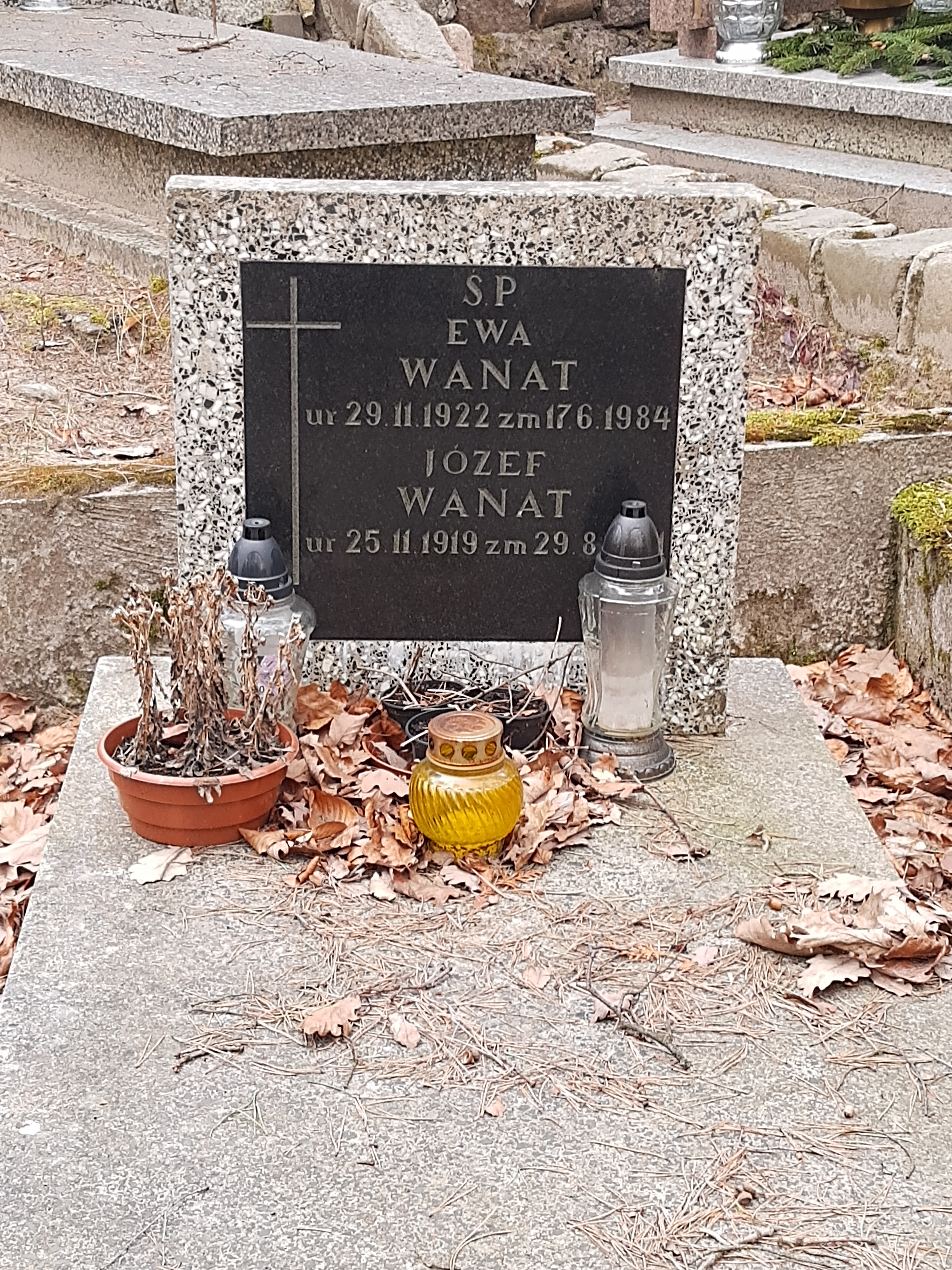
Grób Józefa Wanata na cmentarzu komunalnym w Sopocie

Józef Wanat (ur. 25 listopada 1919 w Rzeczniowie, zm. 29 sierpnia 1991) – polski inżynier mechanik, poseł na Sejm PRL II kadencji.

## Życiorys
Uzyskał wykształcenie wyższe, z zawodu inżynier mechanik. W 1946 rozpoczął pracę w przemyśle ciężkim, początkowo w Zaodrzańskich Zakładach Przemysłu Metalowego im. Marcelego Nowotki w Zielonej Górze. W 1950 zatrudniony w Chorzowskiej Wytwórni Konstrukcji Stalowych na stanowisko dyrektora naczelnego. Dyrektor Zakładów Mechanicznych im. gen. Świerczewskiego w Elblągu.
Należał do Polskiej Zjednoczonej Partii Robotniczej, w 1954 został radnym miejskiej rady narodowej, pracował w komisji budżetu, finansów i planów. W 1957 został wybrany na posła na Sejm PRL II kadencji z okręgu Elbląg. W trakcie pracy w parlamencie zasiadał w Komisji Gospodarki Morskiej i Żeglugi oraz w Komisji Przemysłu Ciężkiego, Chemicznego i Górnictwa.
Odznaczony Złotym Krzyżem Zasługi.
Pochowany na cmentarzu komunalnym w Sopocie (kwatera R3-5-7).